# Budňanská skála
Budňanská skála je odkryv zvrásněných vrstev hornin na rozhraní siluru a devonu. Lokalita se nachází na levém břehu řeky Berounky na katastru městyse Karlštejna v okrese Beroun na území Chráněné krajinné oblasti Český kras a národní přírodní rezervace Karlštejn.

## Charakteristika území
Geotop se nachází na katastrálním území Budňany v lokalitě zvané Ve Spáleném, mezi levým břehem Berounky a jižním úpatím vrchu Javorka (384 m n. m.). Pozemek je ve vlastnictví České republiky, právo zde hospodařit náleží státnímu podniku Lesy ČR.

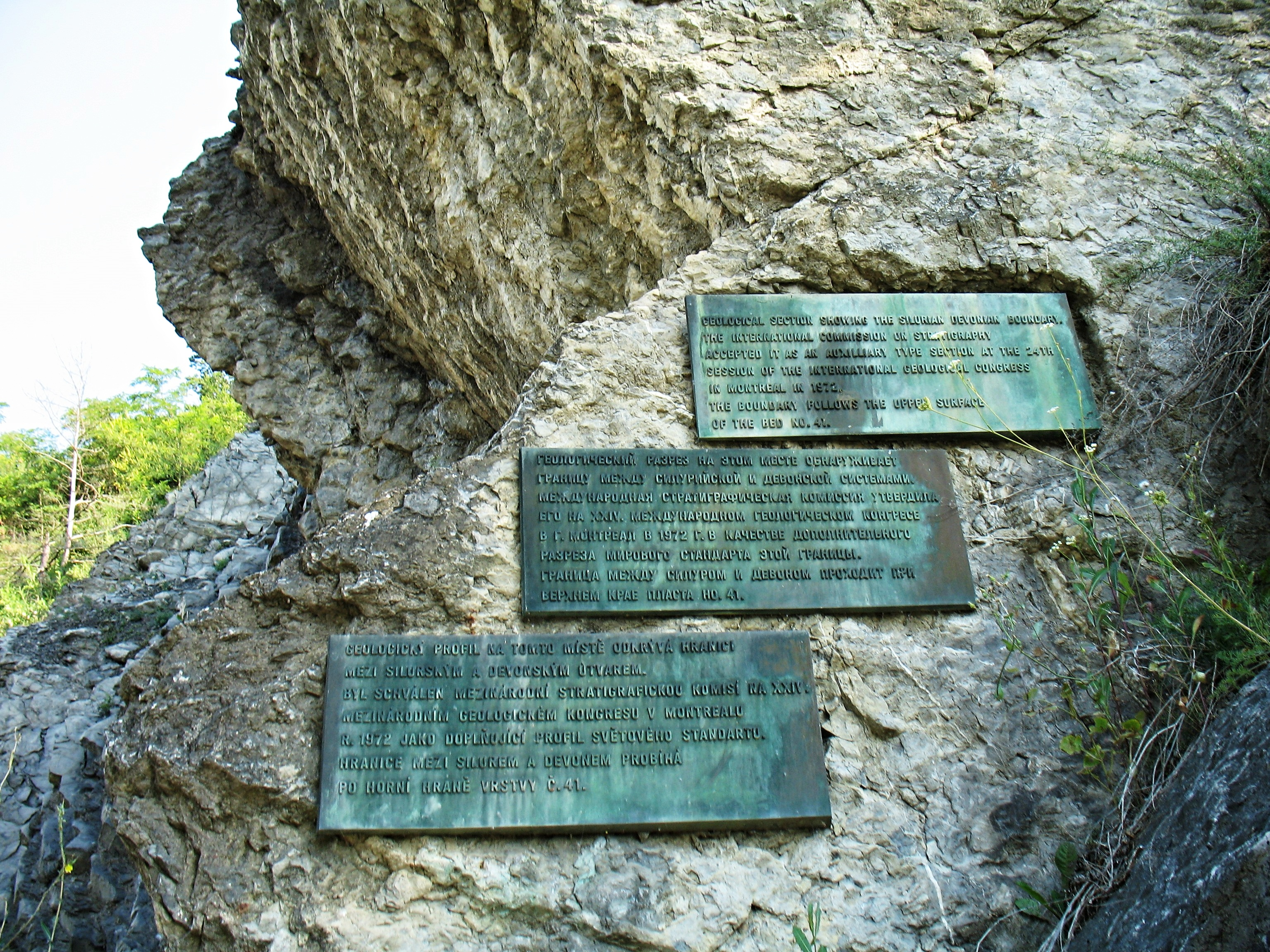
Vyznačení hranice mezi silurem a devonem

Směrem na západ proti proudu Berounky na Budňanskou skálu bezprostředně navazuje další geologicky a paleontologicky významné území, označované jako Údolí Berounky mezi Lišticí a Karlštejnem.

### Geologie
Budňanská skála je pozoruhodný geotop, známý z historie geologických věd, který je paleontologickou typovou lokalitou a významným geologickým studijním profilem historického i regionálního významu. Jedná se o odkryv hornin s vrásovou stavbou, v nichž se střídají synklinální a antiklinální struktury.
Usnesením 24. Mezinárodního geologického kongresu v Montrealu v roce 1972 byla Budňanská skála schválena jako pomocný mezinárodní stratotyp (parastratotyp) hranice silur - devon. Tento pomocný stratotyp je doplněním globálního stratotypu hranice silur - devon na Klonku u Suchomast. Na Budňanské skále se nachází hranice mezi vápenci s výskytem fosilních hlavonožců a mocnější lavicí krinoidových vápenců, které tvoří vrásu ve tvaru písmene "M".

### Paleontologie

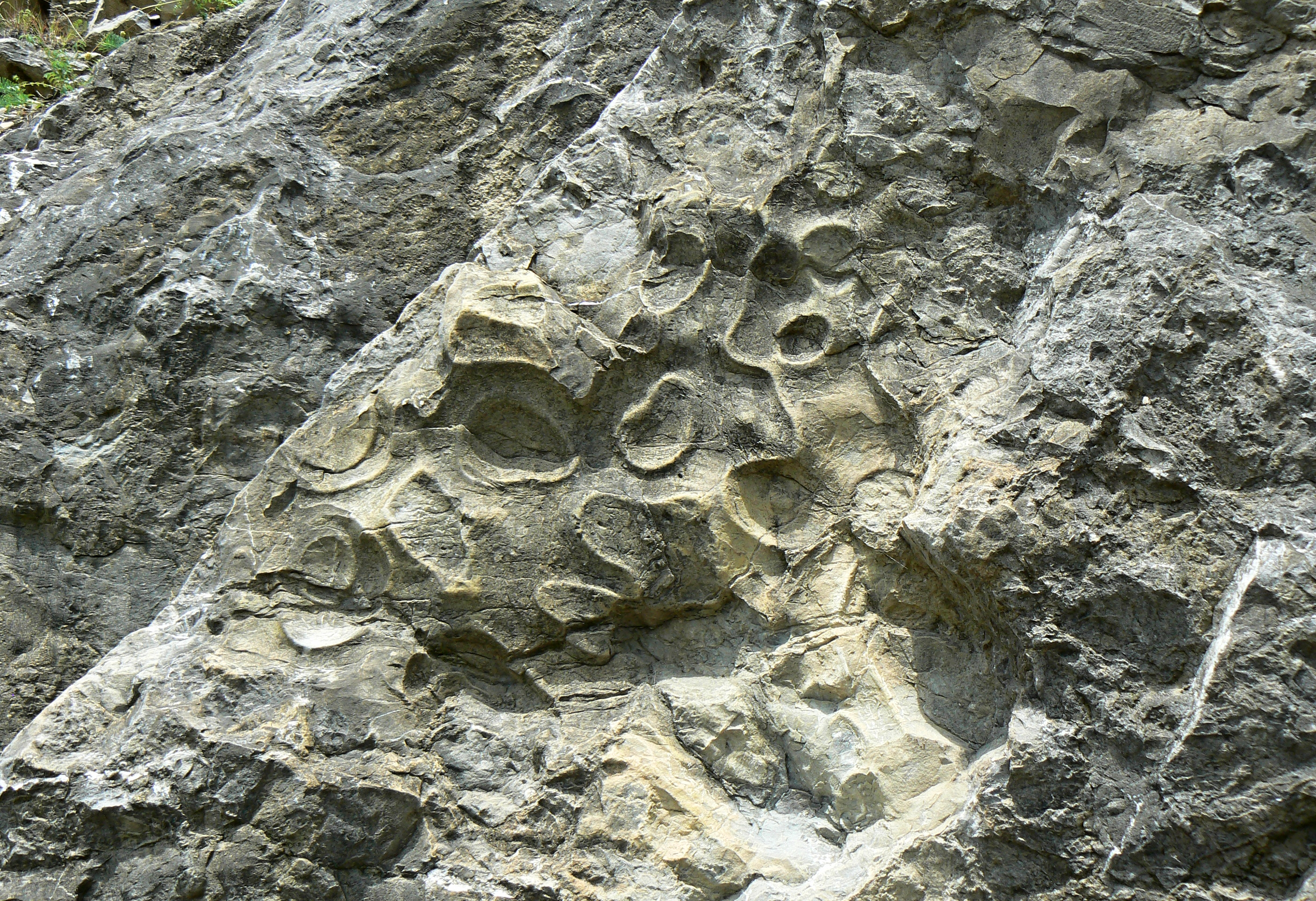
Detail skalní stěny

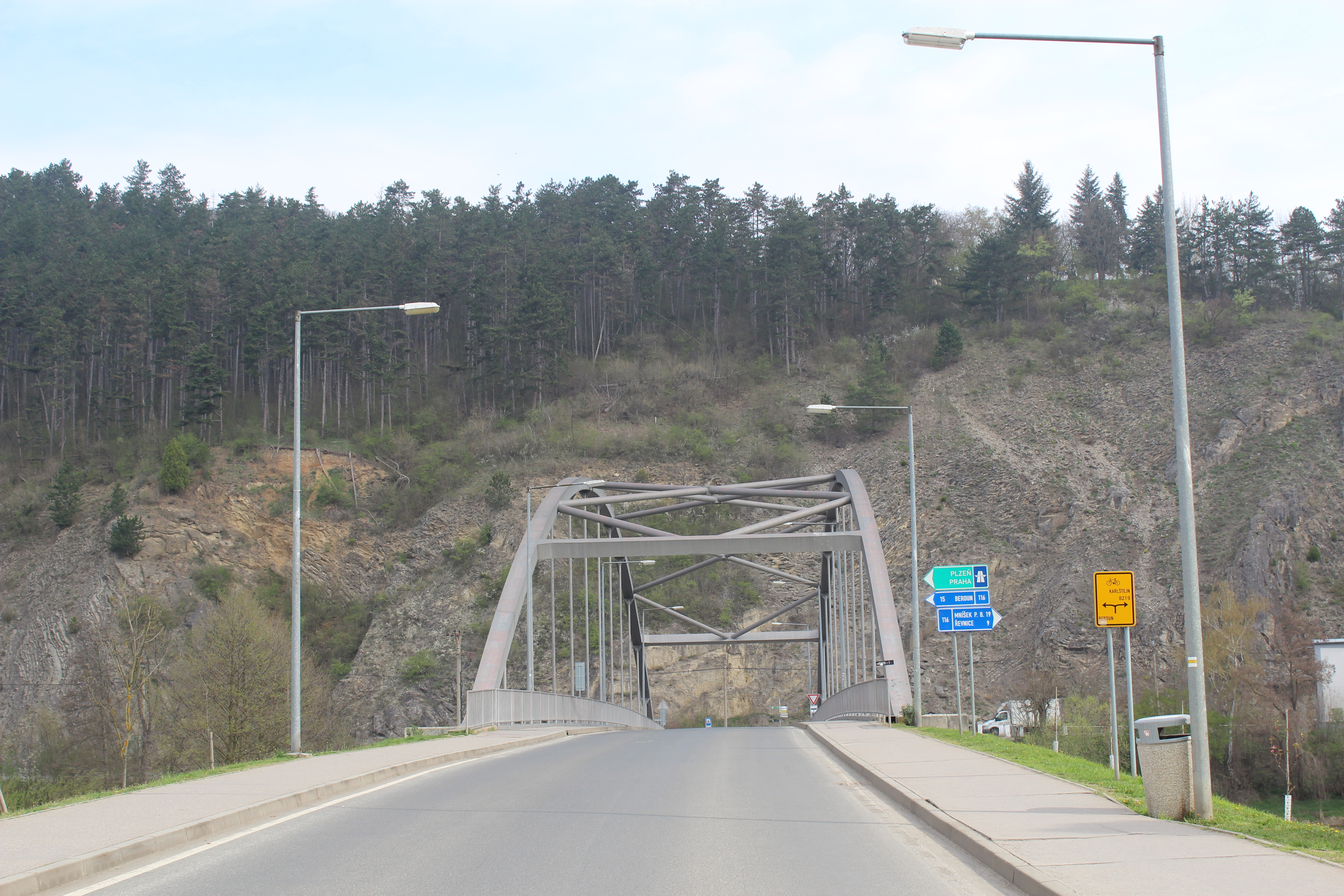
Celkový pohled na skálu od mostu přes Berounku

Budňanská skála je známou paleontologickou lokalitou, na níž byl vyhledáván paleontologický typový materiál již od 19. století, kdy ve středních Čechách působil Joachim Barrande. Lokalita je proslulá například nálezy kalichů velkých lilijic rodu Scyphocrinites a také typovým materiálem hlavonožců, mlžů, lasturnatek a dalších. V horní části skalního odkryvu se nachází čtvrtohorní profil, který je významný pro stratigrafii pleistocénu.

## Dostupnost
Přístup ke skále je velmi snadný, lokalita se nachází přímo naproti silničnímu mostu, spojujícím oba břehy Berounky v Karlštejně. Od karlštejnského nádraží na železniční trati Praha - Beroun je skála vzdálená asi 750 metrů. Mezi skálou a říčním břehem je silnice, po níž je vedena cyklotrasa Po stopách českých králů. Území podléhá přísné ochraně v rámci národní přírodní rezervace Karlštejn.